# ラガマフィン (ネコ)
ラガマフィン（英語: Ragamuffin）は、ネコの品種のひとつである。1990年代にラグドールとペルシャ系の種を掛け合わせて作出された。ネコのテディベアとも呼ばれる。

## 歴史
アメリカで、ラグドールをベースとして作出された品種である。ラグドールを作出したブリーダーは独自の組織を運営し、そのブリーディングについて様々な規制を設けた。それらの規制に反発した他のブリーダーたちが組織から独立し生み出したのがラガマフィンである。
ラグドールとの違いが被毛の色やパターン、目の色などにとどまることから、国際ネコ協会（TICA）には公認されていない。

## 特徴
この種の身体的特徴として、四角くて胸が広く、肩が短い首を支えている。頭部は幅が広く、額はほどよく丸みを帯び、マズルは低めで幅が広く、鼻は特に低い。またウィスカーパッド（ヒゲ袋）は膨らんでいる。
柔らかくて密度が高く、絹のような質感の毛を持ち、長毛種の中ではブラッシングなどの手入れが容易な種とされる。被毛の色やパターンは様々である。パターンはソリッドやタビーなど、色は白、黒、青、赤、クリーム、チョコレート、ライラック、シナモン、茶系などがみられる。目の色もゴールドやグリーンなど、多くの色がみられる。
性格は穏やかで人にも懐きやすく、人間の子どもや同居ネコ、あるいは他のペットにも寛容とされる。

## 健康上の問題
ルーツにペルシャが含まれることから、ラグドールと同様に肥大型心筋症や多発性嚢胞腎の症例が多く、注意を要する。